# Menchhoffen
Menchhoffen (deutsch Menchhofen) ist eine französische Gemeinde mit 622 Einwohnern (Stand 1. Januar 2021) im Département Bas-Rhin in der Region Grand Est (bis 2015 Elsass).

## Geografie
Im Nordosten wird die Ortschaft von der Moder berührt.

## Geschichte

### Mittelalter
Menchhofen war ein Lehen des Bischofs von Metz an die Herren von Lichtenberg. Diese ordneten es ihrem Amt Buchsweiler zu, das Anfang des 14. Jahrhunderts als Amt der Herrschaft Lichtenberg entstand. Um 1330 kam es zu einer ersten Landesteilung zwischen Johann II. von Lichtenberg, aus der älteren Linie des Hauses, und Ludwig III. von Lichtenberg. Dabei fiel Menchhofen in den Teil des Besitzes, der künftig von der älteren Linie verwaltet wurde.
Anna von Lichtenberg (* 1442; † 1474), Tochter von Ludwig V. von Lichtenberg (* 1417; † 1474), und eine von zwei Erbtöchtern mit Ansprüchen auf die Herrschaft, heiratete 1458 den Grafen Philipp I. den Älteren von Hanau-Babenhausen (* 1417; † 1480). Der hatte eine kleine Sekundogenitur aus dem Bestand der Grafschaft Hanau erhalten, um sie heiraten zu können. Durch die Heirat entstand die Grafschaft Hanau-Lichtenberg. Nach dem Tod des letzten Lichtenbergers, Jakob von Lichtenberg, eines Onkels von Anna, erhielt Philipp I. d. Ä. 1480 die Hälfte der Herrschaft Lichtenberg. Die andere Hälfte gelangte an seinen Schwager, Simon IV. Wecker von Zweibrücken-Bitsch. Das Amt Buchsweiler – und damit auch Menchhofen – gehörten zu dem Teil von Hanau-Lichtenberg, den die Nachkommen von Anna erbten.

### Neuzeit
Graf Philipp IV. von Hanau-Lichtenberg (1514–1590) führte nach seinem Regierungsantritt 1538 die Reformation in seiner Grafschaft konsequent durch, die nun lutherisch wurde.
Mit der Reunionspolitik Frankreichs unter König Ludwig XIV. kam das Amt Buchsweiler unter französische Oberhoheit. Das hatte unter anderem zur Folge, dass die örtliche Kirche zur Simultankirche wurde.
Nach dem Tod des letzten Hanauer Grafen, Johann Reinhard III. 1736, fiel das Hanau-Lichtenberg – und damit auch das Amt Buchsweiler – an den Sohn seiner einzigen Tochter, Charlotte, Landgraf Ludwig (IX.) von Hessen-Darmstadt. Mit dem durch die Französische Revolution begonnenen Umbruch wurde Menchhofen französisch.

### Bevölkerungsentwicklung
| 1798 | 1962 | 1968 | 1975 | 1982 | 1990 | 1999 | 2006 | 2012 | 2014 | 2019 |
| ---- | ---- | ---- | ---- | ---- | ---- | ---- | ---- | ---- | ---- | ---- |
| 291  | 429  | 447  | 445  | 460  | 506  | 505  | 510  | 579  | 582  | 635  |

## Sehenswürdigkeiten
Die Simultankirche wurde im 18. Jahrhundert durch eine Stiftung, die der römisch-katholische Intendant Galaizière errichtet hatte, renoviert und erhielt dabei eine für regionale Verhältnisse aufwändig gestaltete Barockfassade.